# Милан Арнейчич
Милан Арнейчич (словен. Milan Arnejčič; 18 жовтня 1942, Марибор — 8 березня 2024, Марибор) — югославський футболіст, який виступав на позиції нападника.
Арнейчич починав грати у клубі «Железничар» (Марибор), після цього грав за «Марибор» у першій та другій югославських лігах, а також за югославський гранд, столичну «Црвену Звезду», з якою виграв титул національного чемпіона Югославії та Кубок Югославії. В кінці кар'єри пограв у Австрії за «Грацер», а на завершенні повернувся у «Марібор».

## Біографія
Арнейчич народився в Маріборі 18 жовтня 1942 року і почав грати за місцевий «Железничар», якому допоміг виграти регіональний кубок Словенії 1960 року, забивши два з чотирьох голів свого клубу у переможному фіналі проти «Любляни».
У 1960 році він перейшов у «Марибор», де швидко став одним із лідерів команди. Він був частиною команди, яка у 1967 році вийшла до Першої ліги Югославії. Грав за «Марібор» до 1969 року, зігравши 58 матчів і забивши 15 голів у найвищому дивізіоні за останні два сезони.
У 1969 році він перейшов у белградську «Црвену Звезду», діючого чемпіона Югославії останніх двох років. У сезоні 1969/70 Арнейчич допоміг клубу виграти золотий дубль, зігравши в 12 матчах чемпіонату і забивши 3 голи, але основним гравцем так і не став.
Влітку 1970 року Милан відправився за кордон, перейшовши в австрійську команду «Грацер». За сезон 1970/71 він провів 12 матчів у чемпіонаті та забив 4 голи, а клуб посів 11-е місце.
Влітку 1971 року Арнейчич повернувся до «Марібора», який все ще грав у Першій лізі Югославії, але у першому ж сезоні після повернення гравця, вони посіли останнє місце в лізі і були переведені до Другої ліги Югославії. Незважаючи на це, Арнейчич продовжував грати за Марібор до завершення своєї кар'єри у 1978 році. Усього він провів за «Марібор» 16 сезонів, зігравши 286 матчів і забивши 73 голи.
Арнейчич помер у Маріборі 8 березня 2024 року у віці 81 року.

## Досягнення
- Чемпіон Югославії: 1969/70
- Володар Кубка Югославії: 1969/70